# Love Songs 〜また君に恋してる〜
『Love Songs 〜また君に恋してる〜』（ラブ ソングス またきみにこいしてる）は、日本の演歌歌手坂本冬美の9枚目のカバー・アルバムである。2009年10月7日発売。発売元はEMIミュージック・ジャパン（レーベルはSakuraStar RecordsではなくEXPRESSレーベルとしてリリース）。

## 収録曲
1. また君に恋してる / ビリー・バンバン (4:20)
作詞：松井五郎、作曲：森正明
2. 恋しくて / BEGIN (4:46)
作詞・作曲：BEGIN
3. あの日にかえりたい / 荒井由実 (4:07)
作詞・作曲：荒井由実
4. 会いたい / 沢田知可子 (5:10)
作詞：沢ちひろ、作曲：財津和夫
5. 言葉にできない / オフコース (5:09)
作詞・作曲：小田和正
6. 恋 / 松山千春 (4:53)
作詞・作曲：松山千春
7. 夏をあきらめて / サザンオールスターズ (4:01)
作詞・作曲：桑田佳祐
8. シルエット・ロマンス / 大橋純子 (5:15)
作詞：来生えつこ、作曲：来生たかお
9. 片想い / 浜田省吾 (3:40)
作詞・作曲：浜田省吾
10. なごり雪 / かぐや姫 (4:33)
作詞・作曲：伊勢正三
11. 時の過ぎゆくままに /沢田研二 (3:41)
作詞：阿久悠、作曲：大野克夫
12. 大阪で生まれた女 / BORO (4:51)
作詞・作曲：BORO
13. また君に恋してる duet with ビリー・バンバン (4:40)